# 自由民主党党・政治制度改革実行本部
自由民主党党・政治制度改革実行本部（じゆうみんしゅとうとう・せいじせいどかいかくじっこうほんぶ）は、自由民主党内にある組織のひとつである。

## 概要
1999年11月26日、党内に21世紀にふさわしい政治のあり方を検討する総裁直属機関として政治制度改革本部（党則79条機関）を設置した。本部内に政治改革、国会改革、党改革の3委員会を設置。
2004年10月、安倍晋三幹事長代理を本部長として党改革実行本部が設置された（安倍は2021年6月現在、高村正彦と共に最高顧問を務める）。
2010年9月18日、党改革実行本部を党・政治制度改革実行本部と改称し、議員定数の削減に取り組む方向となった。
2024年10月4日、党政治刷新本部と党改革実行本部を統合し党政治改革本部とした。

## 党内批判
2016年9月、本部の役員会の会合で党則で連続2期6年までと定められている自民党総裁任期を3期9年にする案と、任期制限を撤廃する案の2案を軸に検討する方針を決めた。これに対し元幹事長の石破茂は「なぜ今、最優先事項なのか分からない」と疑問を呈した。

## 本部長

### 歴代本部長
| 氏名                       | 画像               | 就任月             | 出身               | 総裁               |
| 政治制度改革本部長         | 政治制度改革本部長 | 政治制度改革本部長 | 政治制度改革本部長 | 政治制度改革本部長 |
| -------------------------- | ------------------ | ------------------ | ------------------ | ------------------ |
| 粕谷茂                     |                    | 1999年11月         | 河野派             | 小渕恵三           |
| 粕谷茂                     | 森喜朗             | 1999年11月         | 河野派             |                    |
| 亀井善之                   |                    | 2000年7月          | 山崎派             |                    |
| 太田誠一                   |                    | 2000年12月         | 堀内派             |                    |
| 原田昇左右                 |                    | 2001年5月          | 加藤派             | 小泉純一郎         |
| 小里貞利                   |                    | 2003年3月          | 小里派             | 小泉純一郎         |
| 丹羽雄哉                   |                    | 2003年11月         | 堀内派             | 小泉純一郎         |
| 党改革実行本部長           |                    |                    |                    |                    |
| 安倍晋三                   |                    | 2004年10月         | 森派               | 小泉純一郎         |
| 太田誠一                   |                    | 2005年9月          | 丹羽・古賀派       | 小泉純一郎         |
| 太田誠一                   | 安倍晋三           | 2005年9月          | 丹羽・古賀派       |                    |
| 石原伸晃                   |                    | 2007年2月          | 山崎派             |                    |
| 武部勤                     |                    | 2007年8月          | 山崎派             | 福田康夫           |
| 武部勤                     | 麻生太郎           | 2007年8月          | 山崎派             |                    |
| 武部勤                     | 谷垣禎一           | 2007年8月          | 山崎派             |                    |
| 党・政治制度改革実行本部長 |                    |                    |                    |                    |
| 細田博之                   |                    | 2010年9月          | 町村派             | 谷垣禎一           |
| 古屋圭司                   |                    | 2012年10月         | 伊吹派             | 安倍晋三           |
| 逢沢一郎                   |                    | 2013年2月          | 谷垣グループ       | 安倍晋三           |
| 渡海紀三朗                 |                    | 2014年2月          | 無派閥             | 安倍晋三           |
| 岩屋毅                     |                    | 2015年2月          | 麻生派             | 安倍晋三           |
| 平沢勝栄                   |                    | 2015年11月         | 石原派             | 安倍晋三           |
| 高村正彦                   |                    | 2016年8月          | 山東派→麻生派      | 安倍晋三           |
| 塩崎恭久                   |                    | 2017年11月         | 無派閥             | 安倍晋三           |
| 棚橋泰文                   |                    | 2018年10月         | 麻生派             | 安倍晋三           |
| 野田聖子                   |                    | 2019年9月          | 無派閥             | 安倍晋三           |
| 塩崎恭久                   |                    | 2020年9月          | 無派閥             | 菅義偉             |
| 党改革実行本部長           |                    |                    |                    |                    |
| 茂木敏充                   |                    | 2021年11月         | 茂木派             | 岸田文雄           |
| 党政治改革本部長           |                    |                    |                    |                    |
| 渡海紀三朗                 |                    | 2024年10月         | 無派閥             | 石破茂             |